# Биосфера 2
„Биосфера 2“ е научен проект в САЩ.
Има за цел да пресъздаде условия на живот в закрито пространство и влиянието му върху човека.
Проекта е реализиран от компанията „Space Biosphere Ventures“ и американския милиардер Едуард Бейсъм в щата Аризона, САЩ, през втората половина на XX век.